# هوبرد
هوبرد (به هلندی: Hobrede) یک منطقهٔ مسکونی در هلند است که در زیوانگ واقع شده‌است. هوبرد ۱٫۹۴ کیلومتر مربع مساحت و ۱۶۰ نفر جمعیت دارد.